# Sääksjärvi (sjö i Egentliga Finland)
Sääksjärvi är en sjö i Finland. Den ligger i Nystads stad i landskapet Egentliga Finland, i den sydvästra delen av landet, 190 km väster om huvudstaden Helsingfors. Sääksjärvi ligger 18 meter över havet. Arean är 3,8 hektar och strandlinjen är 0,83 kilometer lång. Sjön  ingår i Skärgårdshavets kustområde, Åland.   I omgivningarna runt Sääksjärvi växer i huvudsak barrskog.